# Haager Übereinkommen über den Schutz von Kindern
Das Übereinkommen über die Zuständigkeit, das anzuwendende Recht, die Anerkennung, Vollstreckung und Zusammenarbeit auf dem Gebiet der elterlichen Verantwortung und der Maßnahmen zum Schutz von Kindern, kurz Haager Übereinkommen über den Schutz von Kindern (KSÜ), ist ein internationales Abkommen.
Es wurde auf der Sitzung der Haager Konferenz für Internationales Privatrecht am 19. Oktober 1996 verabschiedet. Es ersetzt das Übereinkommen vom 5. Oktober 1961 über die Zuständigkeit der Behörden und das anzuwendende Recht auf dem Gebiet des Schutzes von Minderjährigen., kurz Haager Minderjährigenschutzabkommen (MSA). Berücksichtigt wurde unter anderem die UN-Kinderrechtskonvention vom 20. November 1989. Das Abkommen wurde unter anderem von Deutschland, Österreich und der Schweiz unterzeichnet und ratifiziert.
Nach Artikel 1.2 umfasst der Begriff Elterliche Verantwortung die elterliche Sorge und jedes andere entsprechende Sorgeverhältnis mit seinen Rechten, Befugnissen und Pflichten. Laut Artikel 5.1 sind die Behörden des Vertragsstaats, in dem das Kind seinen gewöhnlichen Aufenthalt hat, zuständig, Maßnahmen zum Schutz der Person oder des Vermögens des Kindes zu treffen, seien es Gerichte oder Verwaltungsbehörden. Nach 15.1 wenden die Behörden der Vertragsstaaten bei der Ausübung ihrer Zuständigkeit ihr eigenes Recht an. Zu den Maßnahmen zählt unter anderem die Zuweisung, die Ausübung und die vollständige oder teilweise Entziehung der elterlichen Verantwortung sowie deren Übertragung, sowie auch die Unterbringung in einer Pflegefamilie. In Ausnahmefällen können auch andere Vertragsstaaten ersucht werden, Schutzmaßnahmen zu treffen, etwa der Staat, dem das Kind angehört oder in dem sich sein Vermögen befindet; ferner ein Staat, bei dessen Behörden ein Antrag der Eltern des Kindes auf Scheidung, Trennung, Aufhebung oder Nichtigerklärung der Ehe anhängig ist (Artikel 8).
Die Bundesrepublik Deutschland hat das KSÜ am 17. September 2010 ratifiziert. Es ist seit dem 1. Januar 2011 gültig. In der Schweiz wurde das Übereinkommen von der Bundesversammlung am 21. Dezember 2007 genehmigt und die Schweizerische Ratifikationsurkunde am 27. März 2009 hinterlegt. In Kraft getreten ist es am 1. Juli 2009. Österreich: Die vom Bundespräsidenten unterzeichnete und vom Bundeskanzler gegengezeichnete Ratifikationsurkunde wurde am 22. Dezember 2010 beim Ministerium für auswärtige Angelegenheiten des Königreichs der Niederlande hinterlegt; das Übereinkommen ist gemäß seinem Art. 61 Abs. 2 lit. a für Österreich mit 1. April 2011 in Kraft getreten.